# Black Cocaine
Black Cocaine – minialbum amerykańskiego duetu hip-hopowego Mobb Deep. Został wydany 21 listopada 2011 roku. Jest to pierwszy album duetu, odkąd Prodigy opuścił zakład karny. EP-ka sprzedała się w ilości 4 200 egzemplarzy w pierwszym tygodniu. Do 1 stycznia 2012 roku sprzedano ponad 10 000 nośników w Stanach Zjednoczonych.

## Lista utworów
1. "Dead Man's Shoes" (featuring Bounty Killer) - 4:42
2. "Black Cocaine" - 4:09
3. "Conquer" - 3:23
4. "Get It Forever" (featuring Nas) - 4:02
5. "Last Days" - 3:13
6. "Waterboarding" (limitowana edycja) - 3:32
7. "Street Lights" (limitowana edycja) (featuring Dion) - 4:23